# Wolfgang Philipp Kilian
Pour les articles homonymes, voir Kilian.
Wolfgang Philipp Kilian, né le 1er mai 1654 à Augsbourg et mort le 3 avril 1732 à Königsberg (aujourd'hui Kaliningrad), est un graveur allemand.

## Biographie
Né le 1er mai 1654 à Augsbourg, Wolfgang Philipp Kilian est le fils de Philipp, et probablement aussi son élève.
Il épouse le 12 septembre 1677 Margaretha Reiter à Nuremberg avec qui il a cinq fils. En secondes noces il épouse en 1695 Esther Maria (morte en 1696 à Augsbourg) puis épouse en 1696 Anna Dothea à Augsbourg.
Wolfgang Philipp Kilian meurt le 3 avril 1732 à Königsberg.

## Œuvres
Il travaille principalement pour des éditeurs. Il est surtout connu pour un certain nombre de planches pour Vitae et Effigies Procancellariorum Academiae Altorfinae, publié à Nuremberg en 1721, et pour Icones Consiliariorum de Illustri Republica Noribergensis, publié dans la même ville en 1733. Il a produit des portraits accomplis.

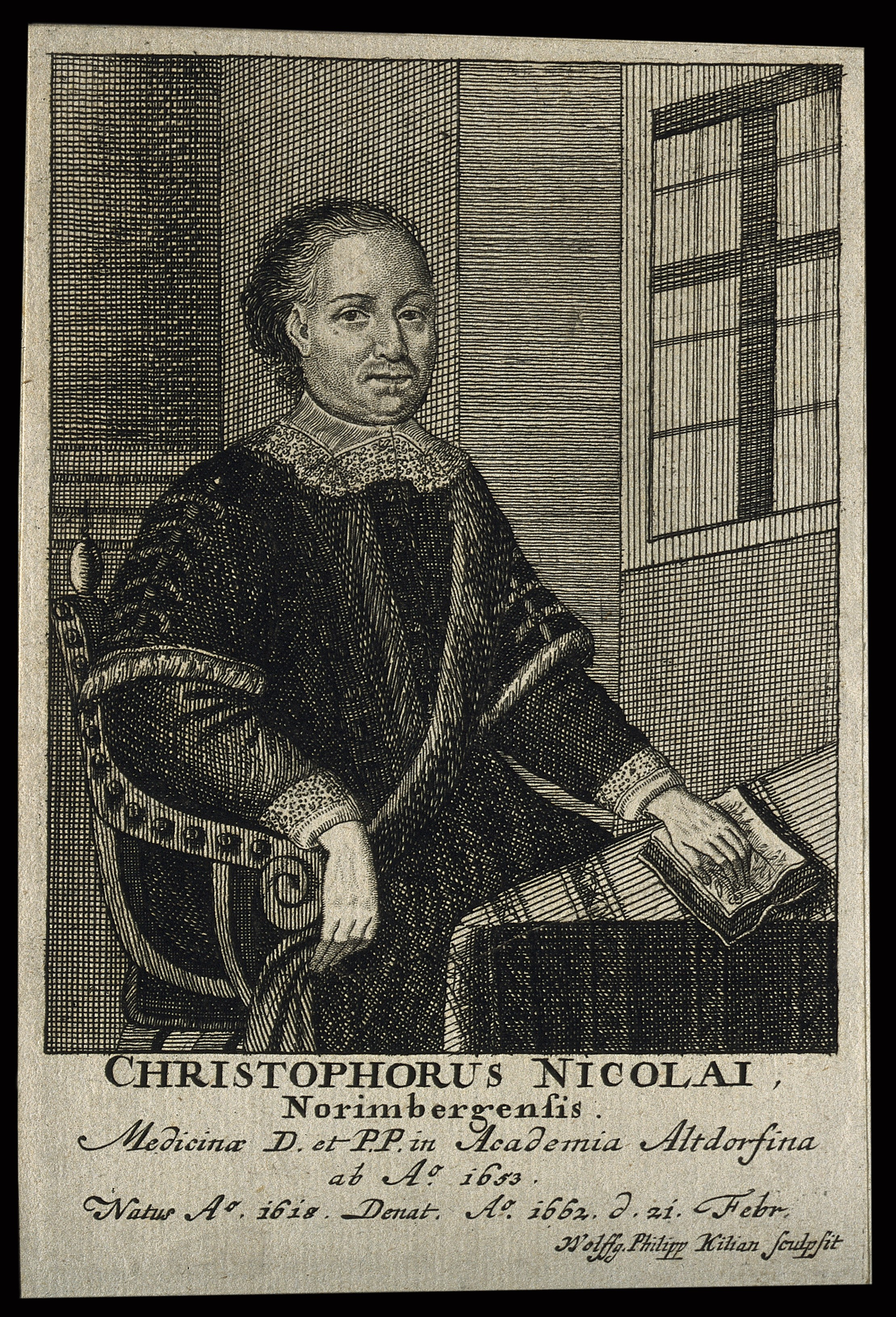
Christophorus Nicolai (1728, Wellcome Collection).
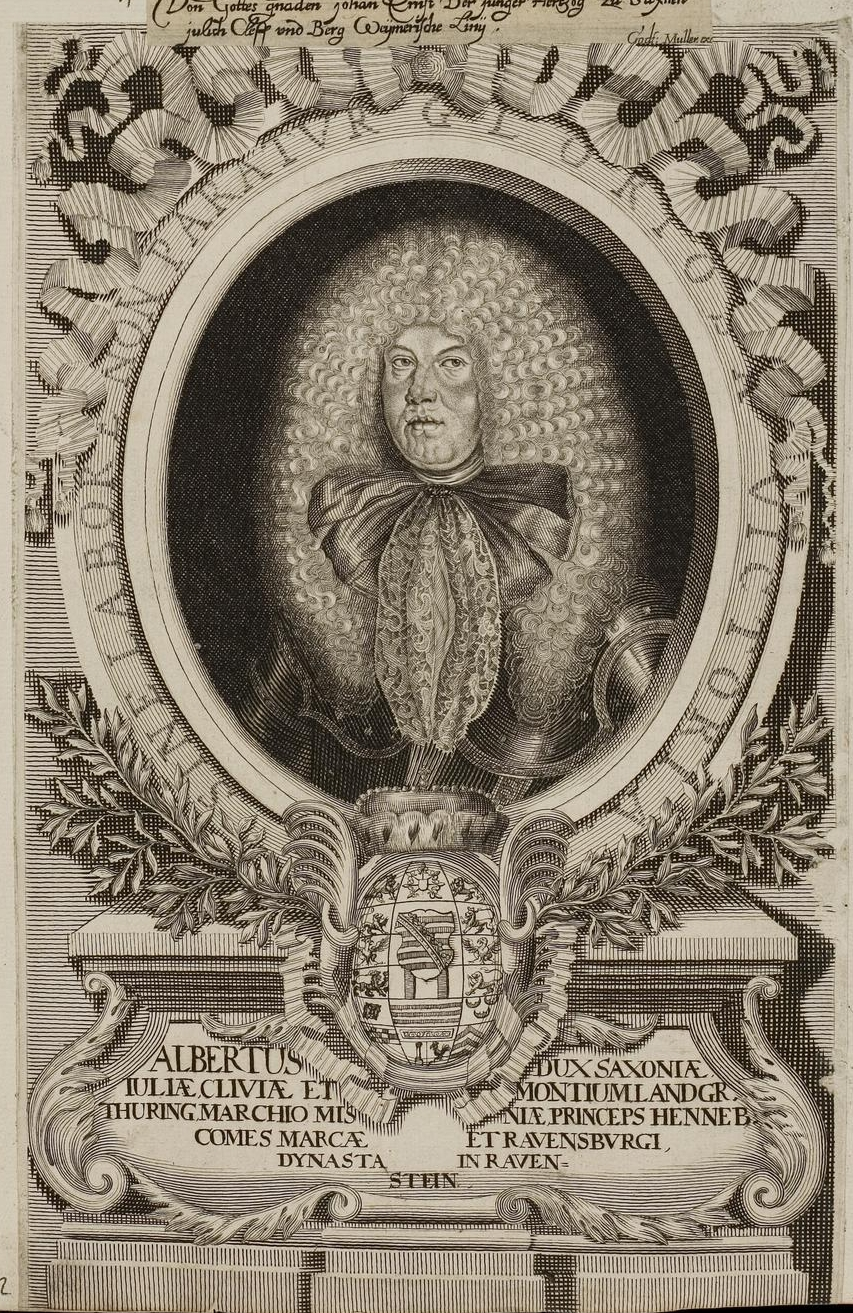
Albrecht von Sachsen-Gotha-Altenburg (1679).
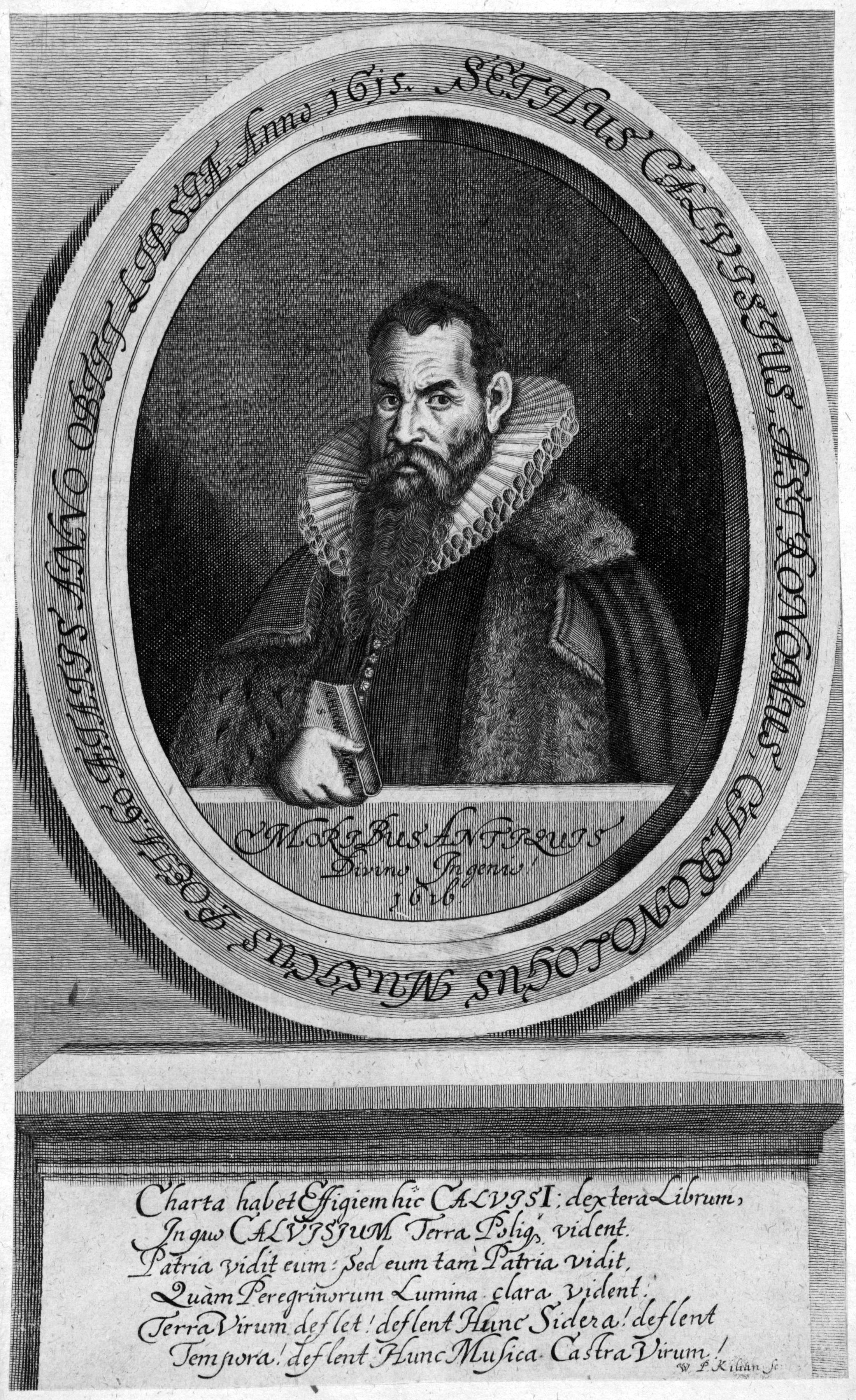
Seth Calvisius Kilian (1669).